# Talsperre Krpeľany
Die Talsperre Krpeľany ist ein Stausee in der Slowakei. Sie staut den Fluss Waag bei Krpeľany (Okres Martin) und ist der erste Stausee nach dem Zusammenfluss der Waag mit der rechtsseitigen Orava und liegt im nordöstlichen Teil des Turzbeckens (slowakisch Turčianska kotlina), zwischen den Gebirgen Kleine Fatra nördlich und Große Fatra östlich der Talsperre.
Der Stausee ist Teil der sogenannten Waag-Kaskade (slowakisch Vážska kaskáda) und entstand zwischen 1952 und 1957. Die Wasserfläche beträgt 1,26 km², das Stauvolumen 8,3 Millionen m³ Wasser. Der langgestreckte Stausee nimmt einen Großteil der Waag-Schleife Kraľoviansky meander ein.
Hauptfunktionen des Stausees sind Regulierung des Wasserstands der Waag, Hochwasserschutz sowie Elektrizitätserzeugung. Drei Kaplanturbinen mit je 70 m³/s weisen Kombination mit Schenkelpolmaschinen zur elektrischen Energiegewinnung eine installierte Leistung von 24,75 MW auf und liefern im Jahresdurchschnitt 59,4 GWh ins Netz. Am Kraftwerk beginnt ein rechtsufriger Kanal, der im weiteren Verlauf die Kraftwerke Sučany (Eröffnung 1958) und Lipovec (Eröffnung 1960) mit Wasser versorgt, bevor er hinter Vrútky wieder den Hauptstrom trifft.